# Barry Norton
Barry Norton (Buenos Aires, 16 de junio de 1905 - Hollywood, 24 de agosto de 1956) ―cuyo verdadero nombre era Alfredo C. Birabén― fue un actor de cine argentino que desarrolló su carrera en Estados Unidos.

## Primeros años
Barry Norton nació en el barrio de Belgrano de Buenos Aires donde residían sus padres, Virginia de Bailleul, de nacionalidad francesa y el ingeniero Federico Birabén (1866-1929), que a principios del siglo XX ocupó altos cargos en la administración pública y fue un precursor de la introducción de la clasificación decimal en bibliotecología en Argentina. Gracias a la buena posición económica de sus padres recibió una buena educación, concurrió a prestigiosos colegios de su país y realizó a temprana edad extensos viajes en los que conoció otros países.

## Viaje a los Estados Unidos
En 1923 Birabén fue uno de los muchos aficionados argentinos que viajó a Estados Unidos para presenciar el 14 de septiembre la pelea por el título máximo de los pesos pesados entre los boxeadores Jack Dempsey y Luis Ángel Firpo realizada en el estado Polo Grounds de la ciudad de Nueva York.
Deslumbrado por el país obtuvo permiso de sus padres para quedarse en esa ciudad y completar sus estudios cuando regresara a la Argentina. Con la finalidad de no depender totalmente de los aportes de sus padres, Birabén trabajó en grandes hoteles de Nueva York aprovechando sus conocimientos de idiomas. También realizó algunas apariciones en teatro gracias a una vinculación con la Academia Paramount de Actuación. Con autorización de sus padres viajó a la costa occidental, y al conocer en Los Ángeles el medio vinculado al cine, decidió quedarse en esa ciudad, para lo cual ya no contaba con la ayuda paterna.
Tuvo que realizar trabajos a los que no estaba acostumbrado, tales como peón en un aserradero y barrendero e incluso pasó momentos muy duros en los que no tenía para comer hasta que no pudo más y solicitó a sus padres que le enviaran dinero para mantenerse otros cuatro meses, a lo que ellos accedieron con el compromiso de que luego de ese lapso regresaría a su casa. Lo cierto es que finalizado ese término volvió a pedir ayuda económica que nuevamente le fue enviada con la advertencia de que si decidía quedarse en Hollywood debería sustentarse por sí mismo.

## Carrera cinematográfica
Un empleo obtenido en el Hotel Ambassador de Los Ángeles lo acerca más al mundo del cine y le permite conocer a la actriz Pola Negri, que lo toma a su servicio y conseguir, más adelante, que la productora Artistas Unidos lo contrate para trabajar con Douglas Fairbanks. Si bien realizaba tareas administrativas, este nuevo empleo lo acercaba más a su propósito de dedicarse a la actuación y fue así que en 1926 por recomendación de la escritora Laura Jansen le toman una prueba y lo contratan para trabajar en la película The Lily (El lirio, dirigida por Max de Maigny). Ese mismo año (1926) fue contratado por la 20th Century Fox y actuó dirigido por Ricardo Deane en The Canyon of Light (El cañón de la luz, protagonizada por el actor Tom Mix, que en ese momento gozaba de gran popularidad).
Su apreciada actuación en El precio de la gloria lo transformó en una figura cotizada. En 1927 trabajó en la comedia Ankles Preferred (Tobillos preferidos, protagonizada por la popular actriz Madge Bellamy, y volvió al drama con Heart of Salome. Siguió actuando para los Estudios Fox hasta que en 1928 pasó a préstamo a la Paramount Pictures para hacer el papel de un aviador en la película La legión de los condenados, en la cual figuraban, entre otros, Gary Cooper y Fay Wray.
Después de otros filmes se le encomienda el papel protagónico en Los pecados de los padres y volvió a la Fox en el rol de un acróbata en la película Four Devils con una actuación que el New York Times calificó de soberbia.
La crisis económica de 1929 determina a los estudios cinematográficos a despedir personal y Norton quedó sin trabajo. Cuando luego de un tiempo inactivo ya estaba próximo a retornar a su país la Paramount inicia la filmación de una serie de películas habladas en español pensadas en el mercado latinoamericano. El 17 de septiembre de 1929 falleció su padre.
Norton volvió a trabajar en 1930 en el El cuerpo del delito, una película de suspenso basada en un libro del difundido S. S. Van Dine y dirigido por Adolph Mahler. A ella le siguieron otros filmes como
Amor audaz en la que actuó junto a Rosita Moreno y Adolphe Menjou,
Galas de la Paramount, donde presentará números musicales con Rosita Moreno ―incluida una canción ejecutada por Carlos Gardel―,
Drácula y El pasado acusa.
En 1931, la productora decidió que Norton retornara a las películas habladas en inglés, por lo que actuó en el filme Fatalidad, dirigido por Josef von Sternberg, con Marlene Dietrich en el papel protagónico. Continuó actuando con continuidad, hasta que tuvo un ataque cardíaco en Hollywood el 24 de agosto de 1956, a los 51 años.

## Filmografía

### Cine mudo
- 1926: El pirata negro (The Black Pirate).
- 1926: The Lily.
- 1926: The Canyon of Light.
- 1926: El precio de la gloria (What Price Glory?).
- 1927: Ankles Preferred.
- 1927: The Heart of Salome, película perdida.
- 1927: Amanecer, sin acreditar.
- 1927: El brujo (The Wizard).
- 1928: La legión de los condenados (Legion of the Condemned).
- 1928: Fleetwing.
- 1928: La bailarina de la ópera (The Red Dance).
- 1928: ¡Mamá, déjame amar! (Mother Knows Best).
- 1928: Los cuatro diablos (4 Devils).

### Cine sonoro
- 1928: Los pecados de los padres (Sins of the Fathers), parcialmente sonora.
- 1929: The Exalted Flapper.
- 1930: El cuerpo del delito.
- 1930: Amor audaz.
- 1930: Galas de la Paramount (Paramount on Parade).
- 1930: Cascarrabias.
- 1930: Oriente y Occidente.
- 1931: El código penal.
- 1931: Fatalidad (Dishonored).
- 1931: Drácula.
- 1931: El comediante.
- 1931: El pasado acusa.
- 1933: Palacio flotante (Luxury Liner).
- 1933: La hora del cock-tail (Cocktail Hour).
- 1933: Dama por un día (Lady for a Day).
- 1933: Parece que fue ayer (Only Yesterday), sin acreditar.
- 1934: La dama del boulevard (Nana), sin acreditar.
- 1934: Caravana (Caravan), sin acreditar.
- 1934: Divorcio (Unknown Blonde).
- 1934: Let's Be Ritzy.
- 1934: Paz en la Tierra (The World Moves On).
- 1934: Grand Canary.
- 1934: Imitación de la vida (Imitation of Life).
- 1935: Timberesque, corto de 20 minutos.
- 1935: Storm Over the Andes.
- 1935: La fugitiva (Woman Wanted), sin acreditar.
- 1935: Ana Karenina, sin acreditar.
- 1935: The Sea Fiend.
- 1935: Alas sobre El Chaco, versión en español de Storm Over the Andes.
- 1935: El diablo del Mar, versión en español de The Sea Fiend.
- 1936: Murder at Glen Athol.
- 1936: El gran Ziegfeld (The Great Ziegfeld), sin acreditar.
- 1936: Captain Calamity.
- 1936: Marihuana.
- 1936: El capitán Tormenta, versión en español de Captain Calamity.
- 1936: Así es la mujer.
- 1937: La dama de las camelias / Margarita Gautier (Camille), sin acreditar.
- 1937: Bajo el manto de la noche (Under Cover of Night), sin acreditar.
- 1937: She's Dangerous, sin acreditar.
- 1937: Rich Relations, sin acreditar.
- 1937: Cena de medianoche (History Is Made at Night), sin acreditar.
- 1937: La vuelta del ruiseñor (I'll Take Romance).
- 1937: Hollywood Hotel, sin acreditar.
- 1938: Corsarios de Florida (The Buccaneer).
- 1938: Así nace una fantasía (The Goldwyn Follies), sin acreditar.
- 1938: Three Blind Mice
- 1938: El trovador de la radio.
- 1939: Papá Soltero.
- 1939: Angel of Mercy, corto.
- 1939: Second Fiddle, sin acreditar.
- 1939: Should Husbands Work?
- 1940: Baila, muchacha, baila (Dance, Girl, Dance), sin acreditar.
- 1940: Serenata argentina (Down Argentine Way), sin acreditar.
- 1940: Televisión (Hit Parade of 1941), sin acreditar.
- 1940: Navidades en julio (Christmas in July), sin acreditar.
- 1940: Mexican Spitfire Out West, sin acreditar.
- 1941: Honeymoon for Three, sin acreditar.
- 1941: Vidas ambulantes (Road Show), sin acreditar.
- 1941: Las tres noches de Eva (The Lady Eve), sin acreditar.
- 1941: Scotland Yard, sin acreditar.
- 1941: Las chicas de Ziegfeld (Ziegfeld Girl), sin acreditar.
- 1941: Sangre y arena (Blood and Sand), sin acreditar.
- 1941: Tom, Dick y Harry (Tom, Dick and Harry), sin acreditar.
- 1941: Otra vez mía (My Life with Caroline), sin acreditar.
- 1941: Agárrame ese fantasma (Hold That Ghost), sin acreditar.
- 1941: Tú serás mi marido (Sun Valley Serenade), sin acreditar.
- 1941: Niagara Falls, sin acreditar.
- 1941: La vida empieza hoy (Bedtime Story), sin acreditar.
- 1941: Loquilandia (Hellzapoppin'), sin acreditar.
- 1941: Playmates, sin acreditar.
- 1942: Dos marines en apuros (Call Out the Marines), sin acreditar.
- 1942: Rumbo a las playas de Trípoli (To the Shores of Tripoli), sin acreditar.
- 1942: Crossroads, sin acreditar.
- 1942: Su última danza (The Big Street), sin acreditar.
- 1942: Viudas del jazz (Orchestra Wives), sin acreditar.
- 1942: Bailando nace el amor (You Were Never Lovelier), sin acreditar.
- 1942: Casablanca, sin acreditar.
- 1942: La llama sagrada (Keeper of the Flame), sin acreditar.
- 1943: Por siempre jamás / Por siempre y un día / Siempre y un día, sin acreditar.
- 1943: Mission to Moscow, sin acreditar.
- 1943: Bajo sospecha (Above Suspicion), sin acreditar.
- 1943: Lost Angel o El ángel perdido, sin acreditar.
- 1944: El eterno pretendiente / Érase una vez (Once Upon a Time), sin acreditar.
- 1945: Mi novio está loco (Brewster's Millions), sin acreditar.
- 1945: Cena de Navidad (Christmas in Connecticut), sin acreditar.
- 1946: Sucedió en el tren (Without Reservations), sin acreditar.
- 1946: Tres Jovencitas vestidas de azul (Three Little Girls in Blue), sin acreditar.
- 1946: The Jolson Story, sin acreditar.
- 1946: El filo de la navaja (The Razor's Edge), sin acreditar.
- 1947: Twilight on the Rio Grande, sin acreditar.
- 1947: Monsieur Verdoux, sin acreditar.
- 1948: El reloj asesino.
- 1948: Casbah, sin acreditar.
- 1948: The Velvet Touch, sin acreditar.
- 1948: La legión de los condenados u Hombres sin patria.
- 1948: Angel on the Amazon, sin acreditar.
- 1949: Nueva alborada, sin acreditar.
- 1951: I Was a Communist for the FBI, sin acreditar.
- 1951: Rich, Young and Pretty, sin acreditar.
- 1951: The Strange Door, sin acreditar.
- 1952: Una razón para vivir, sin acreditar.
- 1956: Runaway Daughters.
- 1956: La vuelta al mundo en ochenta días.
- 1955: Atrapa a un ladrón o Para atrapar al ladrón.
- 1955: Ain't Misbehavin.
- 1955: So This Is Paris, sin acreditar.
- 1955: The Man Behind the Badge (serie de televisión), en el episodio «The Case of the Wild Wind».
- 1954: Ha nacido una estrella o Nace una estrella.
- 1954: Yankee Pasha, sin acreditar.
- 1952: What Price Glory u Hombres a la aventura, sin acreditar.